# Économie du Cap-Vert

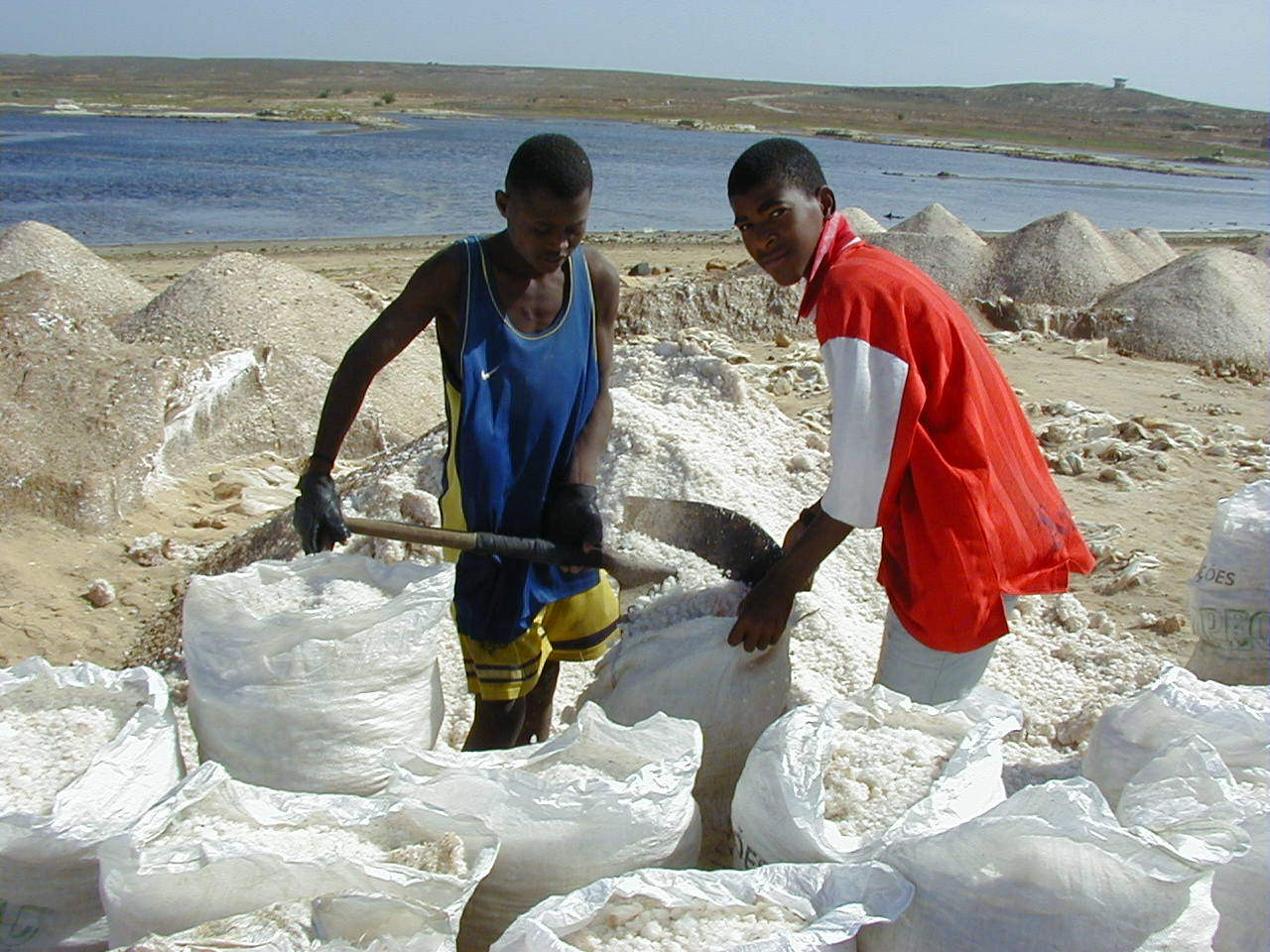
Travailleurs dans une mine de sel au Cap-Vert

L'économie du Cap-Vert est petite en raison de la faiblesse de ses ressources naturelles. En particulier, lorsqu'il s'est libéré de l'emprise coloniale et a accédé à l'indépendance, en 1975, le Cap-Vert souffrait d'un grave sous-développement économique. Il était aussi régulièrement victime de pénuries d'eau dues à la déforestation ancienne et à de longues périodes de sècheresse. Seules quatre des dix iles de l'archipel peuvent soutenir une production agricole pendant les périodes de pluie normales. En 2007, le Cap-Vert a quitté le groupe des pays les moins avancés. Bénéficiant d'une vie politique stable, marquée par des alternances démocratiques des deux principaux partis, il a commencé à développer les services et le tourisme.

## Histoire
Lorsqu'il accède à l'indépendance en 1975, l'archipel du Cap-Vert hérite d'une situation économique difficile, issue de plusieurs années de sécheresse et de plusieurs siècles de stagnation économique sous la domination coloniale portugaise. L'agriculture de ce territoire ne peut couvrir qu'une faible partie des besoins alimentaires, moins de 10 %. Par exemple, sur les 60 000 tonnes de maïs consommées annuellement, qui est une nourriture de base pour les insulaires, plus de 58 000 tonnes sont importées. La balance commerciale est profondément déficitaire, de l'ordre de 93 %, et les caisses de l'État sont vides.
Les dirigeants du nouvel État indépendant sont issus du mouvement indépendantiste et créateurs d'un parti, le Parti africain pour l'indépendance du Cap-Vert (PAICV), qui est initialement promu comme parti unique, au pouvoir dans la deuxième moitié des années 1970 et dans les années 1980. Ces dirigeants cherchent à restaurer l'activité agricole, développer la pêche, l'exploitation du sel, le tourisme, et amorcer la création d'une industrie (conserveries, cimenteries, textiles). Un plan de reforestation est également initialisé. La santé et l'éducation sont des priorités mises en avant (75 % de la population est désormais alphabétisée, les grandes épidémies ont disparu, de même que la famine, bien que 14 % des enfants souffrent de malnutrition), mais les chiffres officiels cachent d'importantes inégalités sociales.
L'arrivée au pouvoir du Mouvement pour la démocratie (MPD, centre droit) en 1991 accélère le passage à l'économie de marché (commencé dès les années 1980). Le gouvernement lance alors un programme de privatisation et en appelle aux investisseurs étrangers (banques, centrales électriques, stations-service, etc.). Au XXIe siècle, le pays connaît une certaine stabilité politique marquée par une alternance démocratique entre le MPD et l'ancien parti unique, le PAICV. Il bénéficie d'un développement économique. Si le secteur agricole ne représente encore, avec la pêche, que 10 % environ du PIB dans les années 2010, il emploie 50 % de la population active. Les cultures de maïs, manioc, patates douces, canne à sucre, haricots et bananes sont victimes de la faiblesse inhérente aux réalités géographiques et climatiques de l'archipel, mais la pluviométrie sur le territoire est par chance devenue un peu plus favorable qu'au début des années 1970. Les activités de services et de tourisme se développent. La crise du Covid-19 en 2020, avec la suspension par précaution des transports aériens et maritimes vers ces îles, marque cependant un temps d'arrêt pour le tourisme, qui représente avant cette crise 20 % du PIB.

## Activités

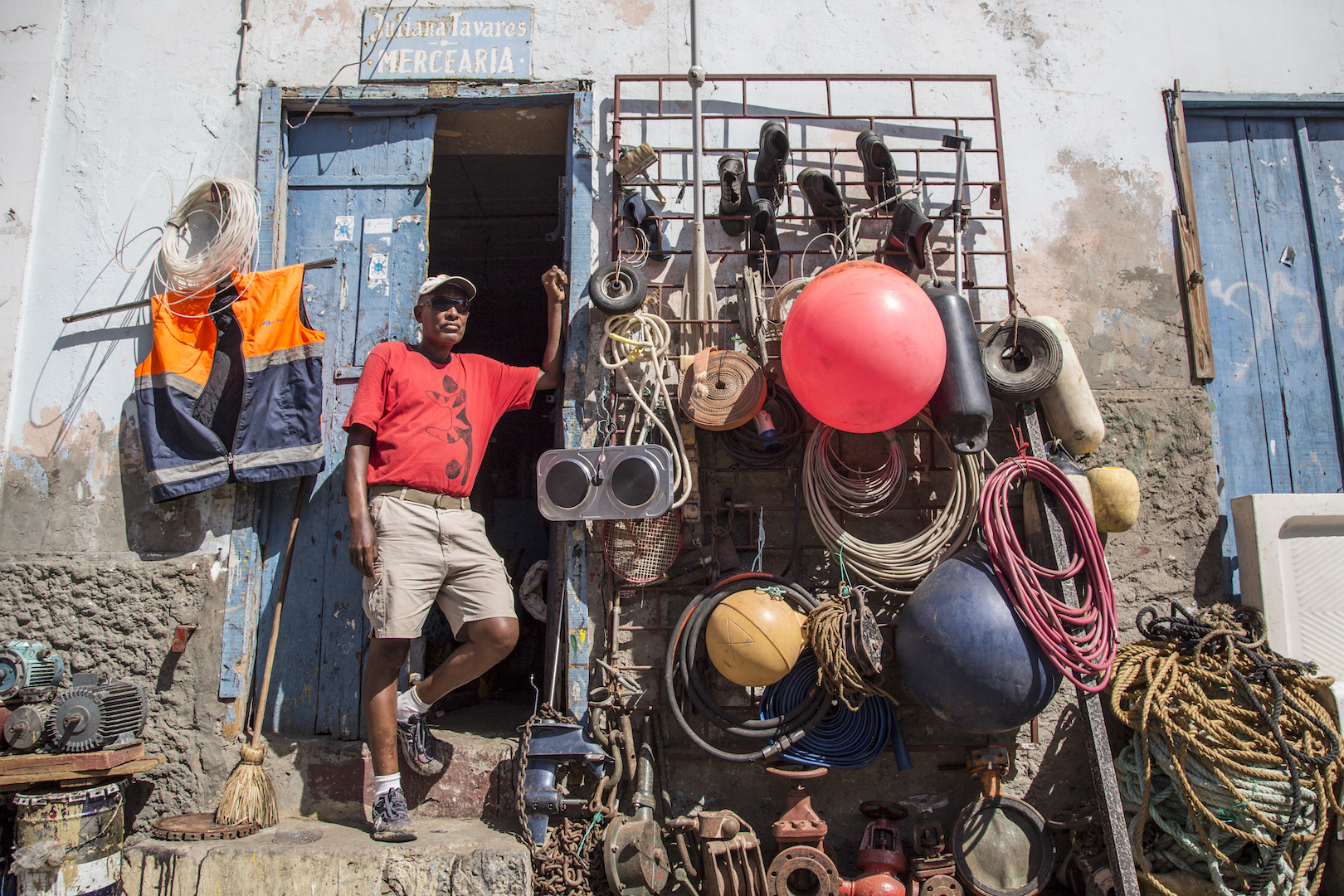
Vendeur de matériel nautique d'occasion à Mindelo.

L'économie est orientée vers les services avec le commerce, les transports, le tourisme et les services publics. Ce qui représente trois quarts du PIB. Le pays dépend aussi de l'aide au développement, des investissements étrangers, des transferts de fonds et du tourisme.
La croissance annuelle moyenne se situe autour de 5 % au début des années 2010, l'inflation est maîtrisée et le P.I.B. par habitant s'élève en 2010 à 3 000 dollars, une bonne performance comparée aux constats en Afrique subsaharienne. Le tourisme est en développement, même si l'éloignement des pays riches en fait une destination relativement marginale malgré des attraits réels. Ce tourisme représente 20 % du PIB à la fin des années 2010, mais, en 2020, l'isolement retenu pour protéger la population de la pandémie du Covid-19, avec l'arrêt mi-mars, à quelques exceptions près, des liaisons aériennes et maritimes vers le pays, marque un coup d'arrêt ponctuel à cette activité.
Le pays pourrait devenir aussi, comme Madère, un lieu d'optimisation fiscale.

## Ressources naturelles
Ses ressources naturelles principales sont essentiellement  le sel, la pouzzolane (quelques milliers de tonnes extraites du sol chaque année, utilisée dans la fabrication du ciment), et la pêche.